# São João de Rei
São João de Rei é uma povoação portuguesa sede da Freguesia de São João de Rei do Município de Póvoa de Lanhoso, freguesia com 5,52 km² de área e 365 habitantes (censo de 2021), tendo, por isso, uma densidade populacional de 66,1 hab./km².
São João de Rei foi vila e sede de concelho até meados do século XIX. Em 1801 este era constituído pelas freguesias de Verim, São João de Rei, Monsul e Ajude. Tinha nessa data 1297 habitantes. Após as reformas administrativas do início do liberalismo incorporou as freguesias de Águas Santas, Covelas, Ferreiros, Friande, Geraz do Minho e Moure. Em 1849 tinha 3721 habitantes.

## Demografia
A população registada nos censos foi:
| Distribuição da População por Grupos Etários | Distribuição da População por Grupos Etários | Distribuição da População por Grupos Etários | Distribuição da População por Grupos Etários | Distribuição da População por Grupos Etários |
| -------------------------------------------- | -------------------------------------------- | -------------------------------------------- | -------------------------------------------- | -------------------------------------------- |
| Ano                                          | 0-14 Anos                                    | 15-24 Anos                                   | 25-64 Anos                                   | > 65 Anos                                    |
| 2001                                         | 79                                           | 66                                           | 198                                          | 92                                           |
| 2011                                         | 54                                           | 62                                           | 209                                          | 76                                           |
| 2021                                         | 43                                           | 38                                           | 211                                          | 73                                           |

## Património
- Igreja de São João Baptista ou Igreja Paroquial de São João de Rei
- Casa da Laje e Capela de Santo António

## Personalidades ilustres
- Senhor de São João de Rei